# Torre Hackness

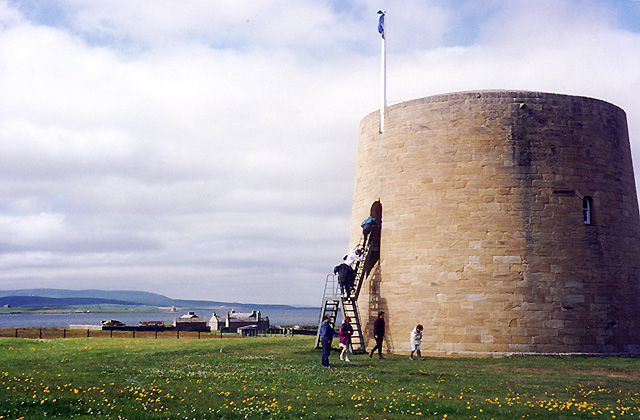
Torre Hackness Martello.

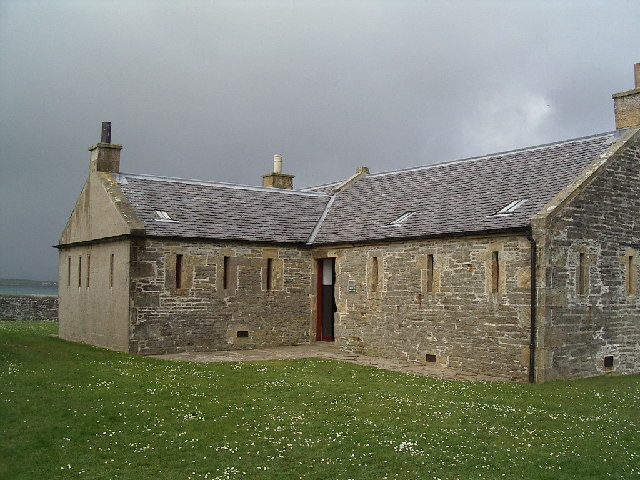
Quartel da tropa.

A Torre Hackness localiza-se na ilha de Hoy, na Escócia.
Parte dos abundantes vestígios militares na ilha de Hoy, a bateria e Torre Martello foram construídos entre 1813 e 1815 visando prover defesa contra os ataques de corsários franceses e norte-americanos aos comboios britânicos. Testemunhos da vida nos acampamentos militares podem ser vistos no local, inclusive exemplos do mobiliário de quarto dos quartéis e outros itens militares.